# 4618 Shakhovskoj
4618 Shakhovskoj è un asteroide della fascia principale. Scoperto nel 1977, presenta un'orbita caratterizzata da un semiasse maggiore pari a 2,6243458 UA e da un'eccentricità di 0,2934959, inclinata di 11,51383° rispetto all'eclittica.